# System z
IBM system z ou anciennement IBM eServer zSeries est une gamme d’ordinateurs conçue par IBM pour ses mainframes et sortie en 2000. C'est sa première gamme 64 bits utilisant les processeurs s390x, qui vient remplacer l'architecture 32 bits des processeurs s390 utilisés dans les IBM System/390 des années 1990. Le dernier modèle de cette nouvelle architecture est le system z16.
Depuis avril 2006, avec une nouvelle génération de produits, la désignation officielle a changé pour IBM system z, qui inclut les anciens IBM eServer zSeries, les modèles IBM system z9, et les nouveaux modèles IBM system z10.
Depuis juillet 2017, la désignation officielle est devenue IBM Z avec les modèles IBM z14 (2017) et IBM z15 (2019).

## Modèles

### zSeries mainframes
- 2000 : z900 (2064 series), pour les grands clients
- 2002 : z800 (2066 series), entrée de gamme, déclinaison moins puissante du z900
- 2003 : z990 (2084 series), successeur des modèles plus grands modèles de z900
- 2004 : z890 (2086 series), successeur des z800 et des plus petits modèles z900

### System z9 mainframes
- 2005 : z9 Enterprise Class (2094 series), commercialisé en 2005, initialement nommé z9-109, initiateur de la nouvelle lignée des System z9
- 2006 : z9 Business Class (2096 series), successeur du z890 et des plus petites modèles de z990

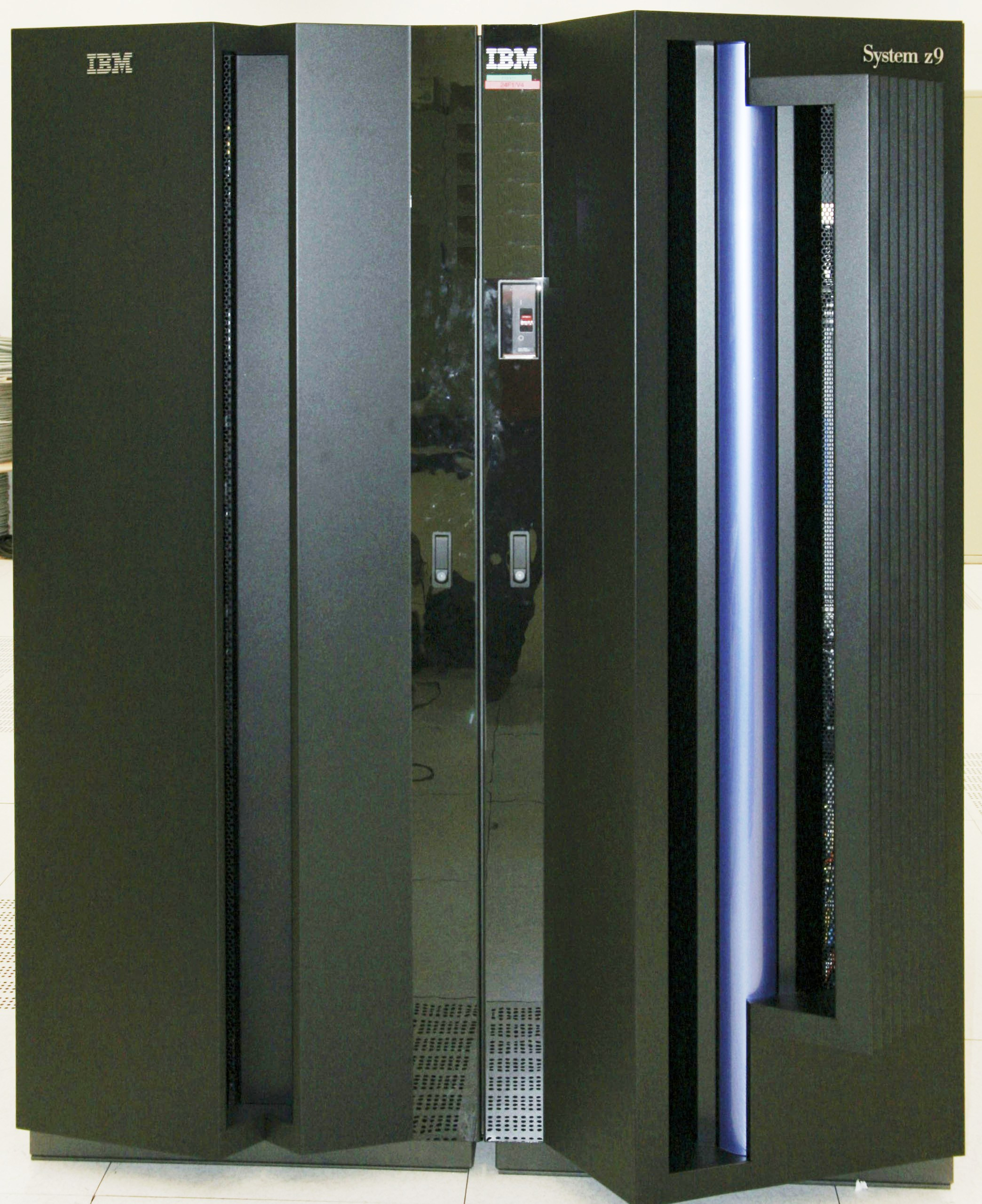
Face avant d'un IBM System z9
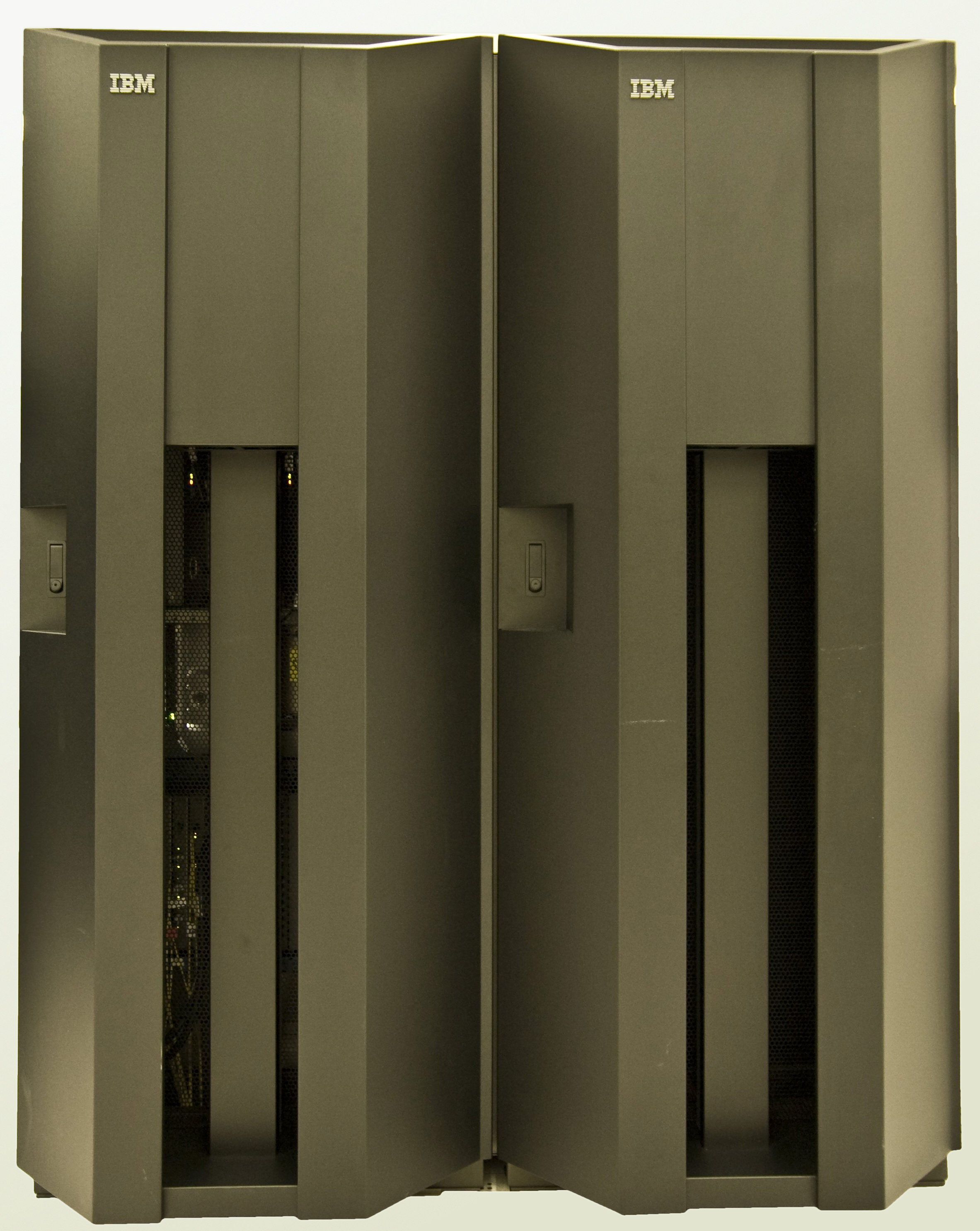
Arrière d'un IBM System z9
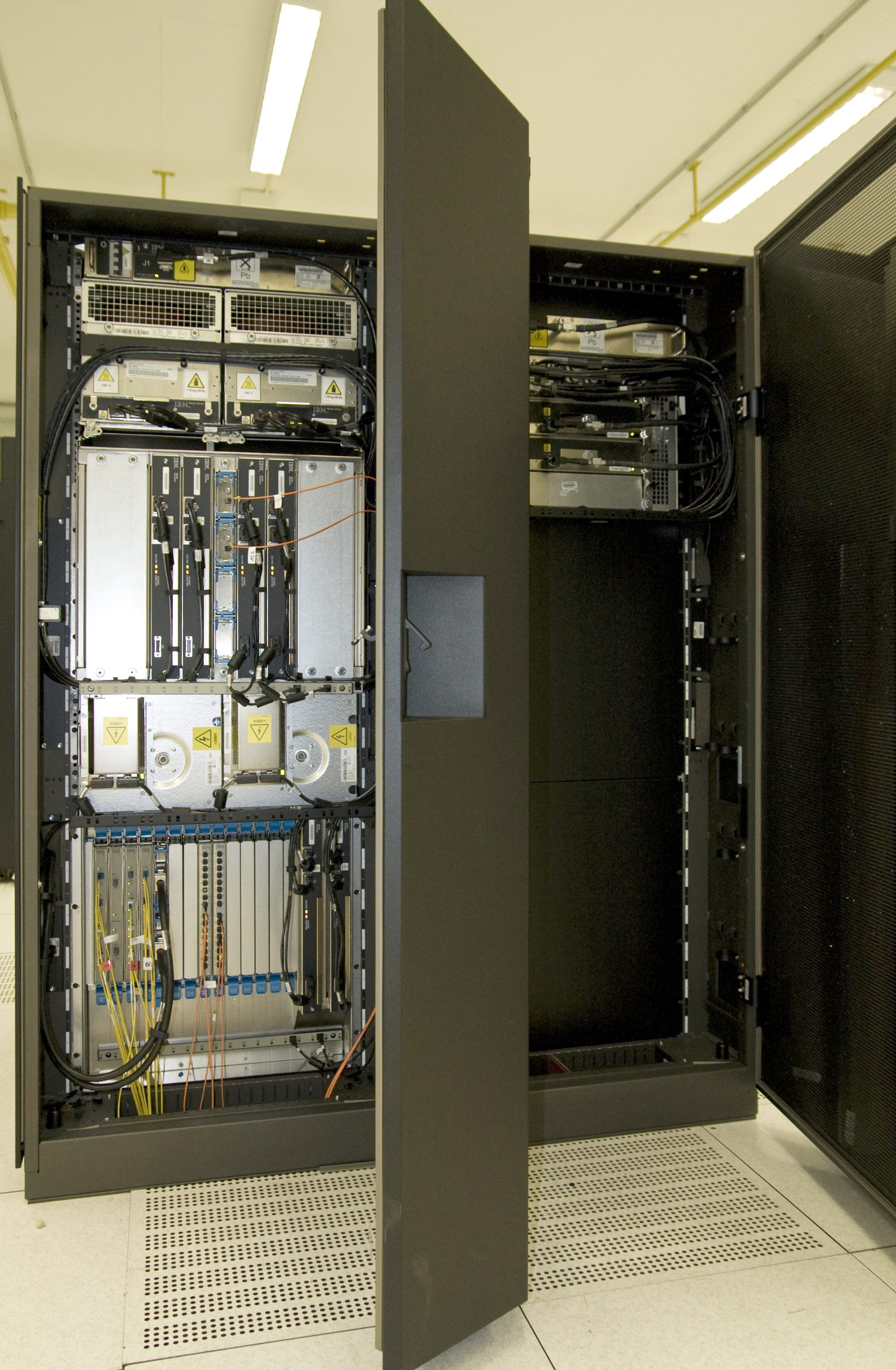
Capot arrière d'un IBM System z9 ouvert
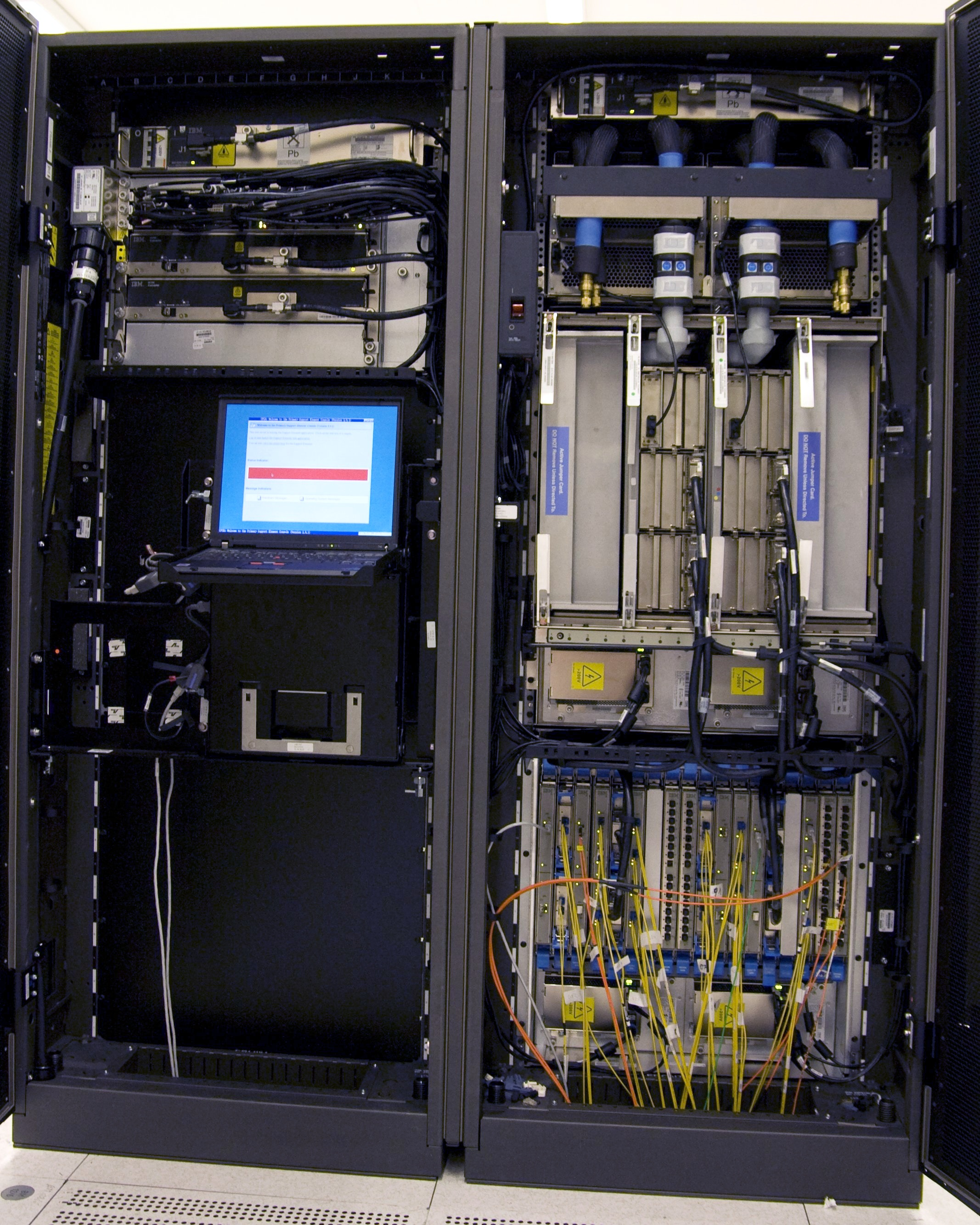
Intérieur d'un IBM System z9
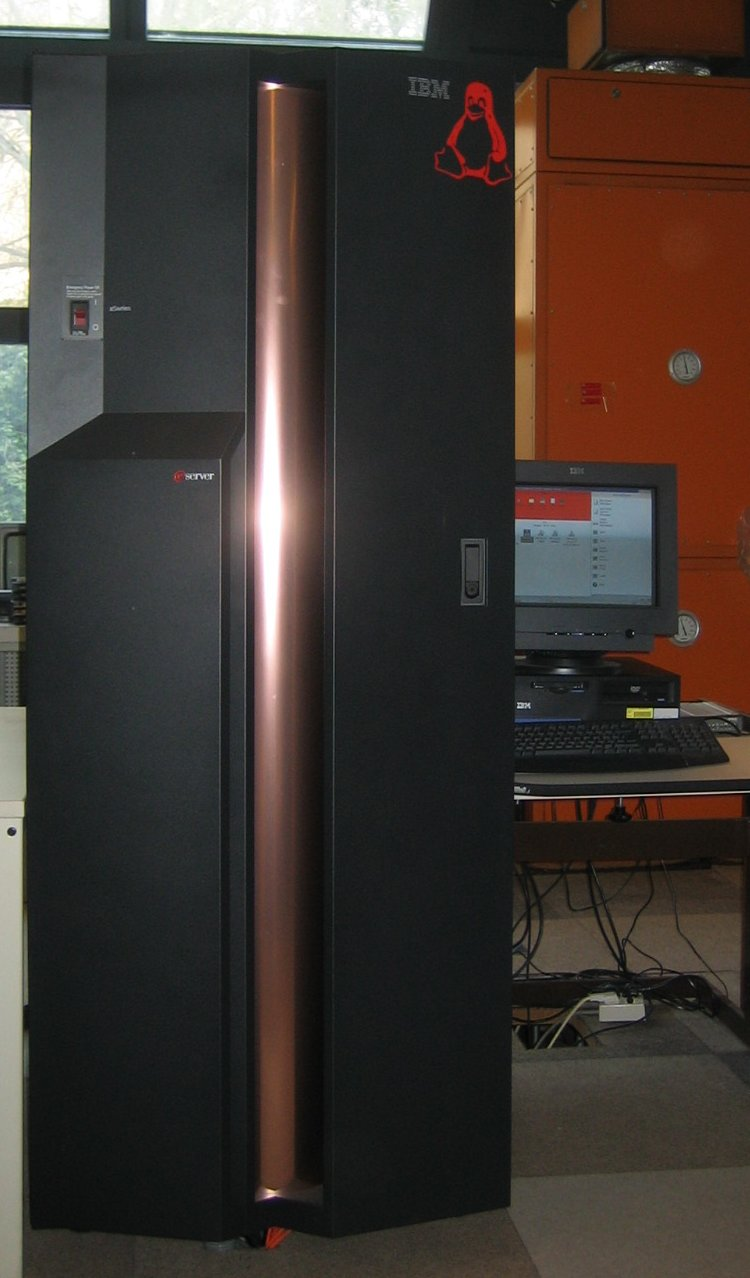
zSeries z800 Type 2066 sous Linux (à gauche)

### System z10 mainframe

#### z10 Enterprise Class
Commercialisé le 26 février 2008, le z10 Enterprise Class (EC) (2097 series) dispose de 1 à 64 processeurs POWER 64 bits quad-core cadencés à 4,4 GHz et d'une mémoire adressable allant jusqu'à 1,5 To. Il existe cinq modèles de z10 EC : le E12, E26, E40, E56 et le E64. Ces machines possèdent de 1 à 4 “books”, chacun comprenant la mémoire, le Multi-chip module (MCM) des processeurs (PU). Le E12, E26, E40 et le E56 ont des books de 17 PU chacun, le E64 possède 3 books de 20 PU et un de 17 PU.
Ces PU peuvent être des processeurs classiques (CP), ou des processeurs spécialisés :
- Integrated Facility for Linux (IFL)
- z Application Assist Processor (zAAP)
- z10 Integrated Information Processor (zIIP)
- Internal Coupling Facility (ICF)

#### z10 Business Class
Le modèle z10 Business Class (2098 series), a été commercialisé le 21 octobre 2008

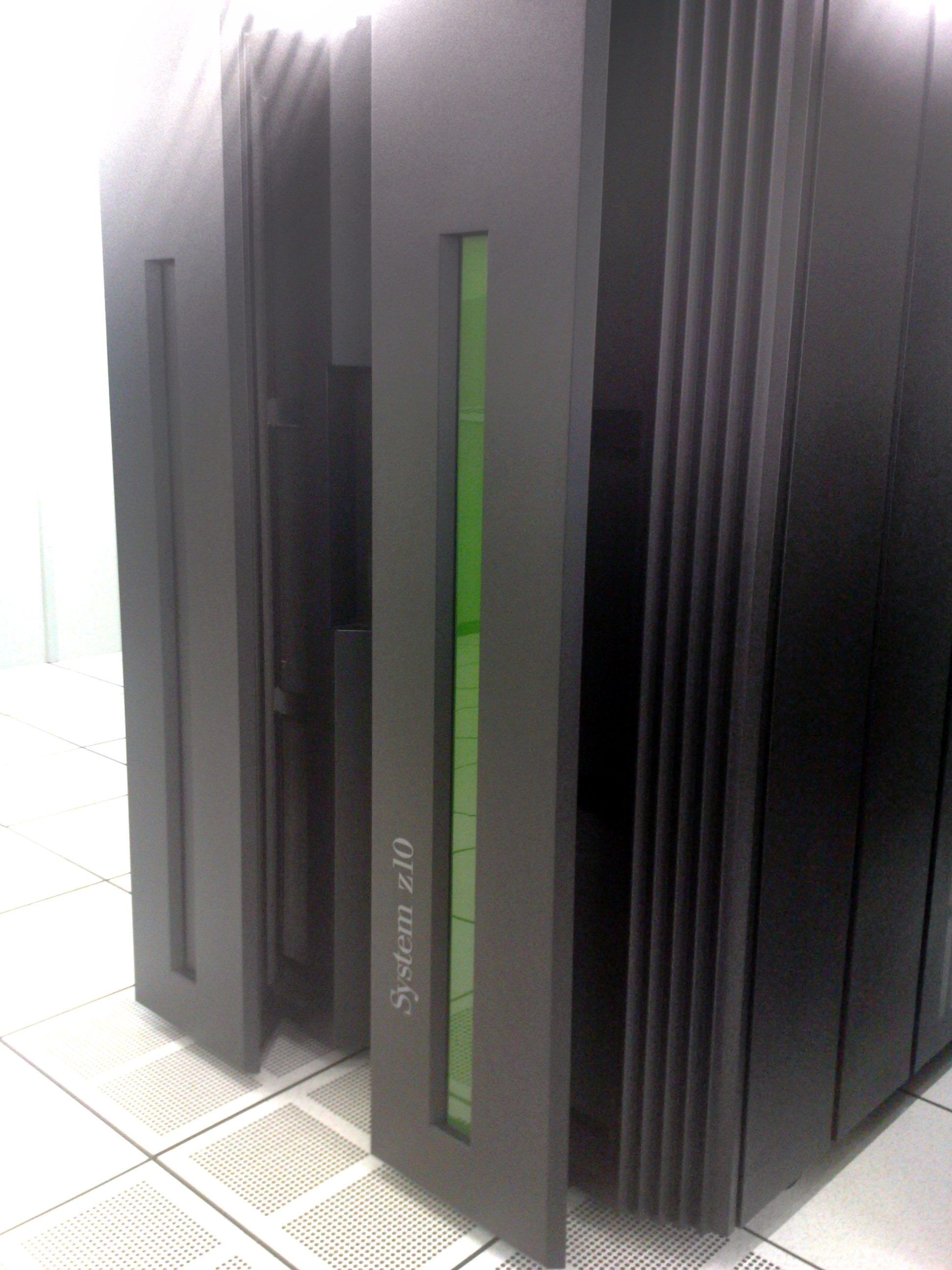
IBM System z10
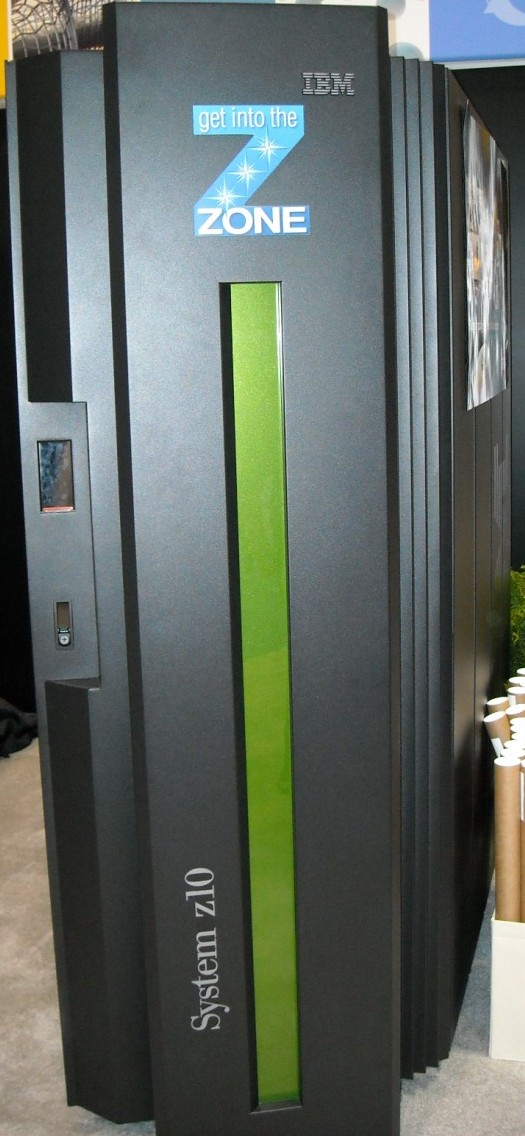
IBM System z10 Business Class (BC)

### zEnterprise System mainframe

#### zEnterprise 196 (2817 series)
Sortie le 22 juillet 2010, les systèmes zEnterprise 196 (2817 series) intègre un processeur atteignant 5,2 GHz, c'est le processeur actuellement le plus rapide au monde dans sa catégorie.
Il est intégré aux supercalculateurs de la série Z d’IBM. Il peut héberger jusqu’à 96 processeurs selon les dires d’IBM. De quoi faire tourner plus de 100 000 machines virtuelles Linux. 
Cette consolidation de serveurs répartis sur un seul zEnterprise IBM 196 (z196) serveur peut entraîner une réduction :
- Jusqu'à 80 % de coût d'énergie
- Jusqu'à 70 % de coût du travail
- Jusqu'à 90 % de dépense dans les logiciels

#### zEnterprise 114 (2818 series)
Les zEnterprise 114 (2818 series) ont été commercialisés le 6 juillet 2011.